# شاون جردن
شاون جردن (انگلیسی: Shawn Jordan؛ زادهٔ ۲۴ اکتبر ۱۹۸۴) ورزشکار هنرهای رزمی ترکیبی اهل ایالات متحده آمریکا است. وی از سال ۲۰۰۹ میلادی تاکنون مشغول فعالیت بوده‌است.